# Koreanosaurus boseongensis

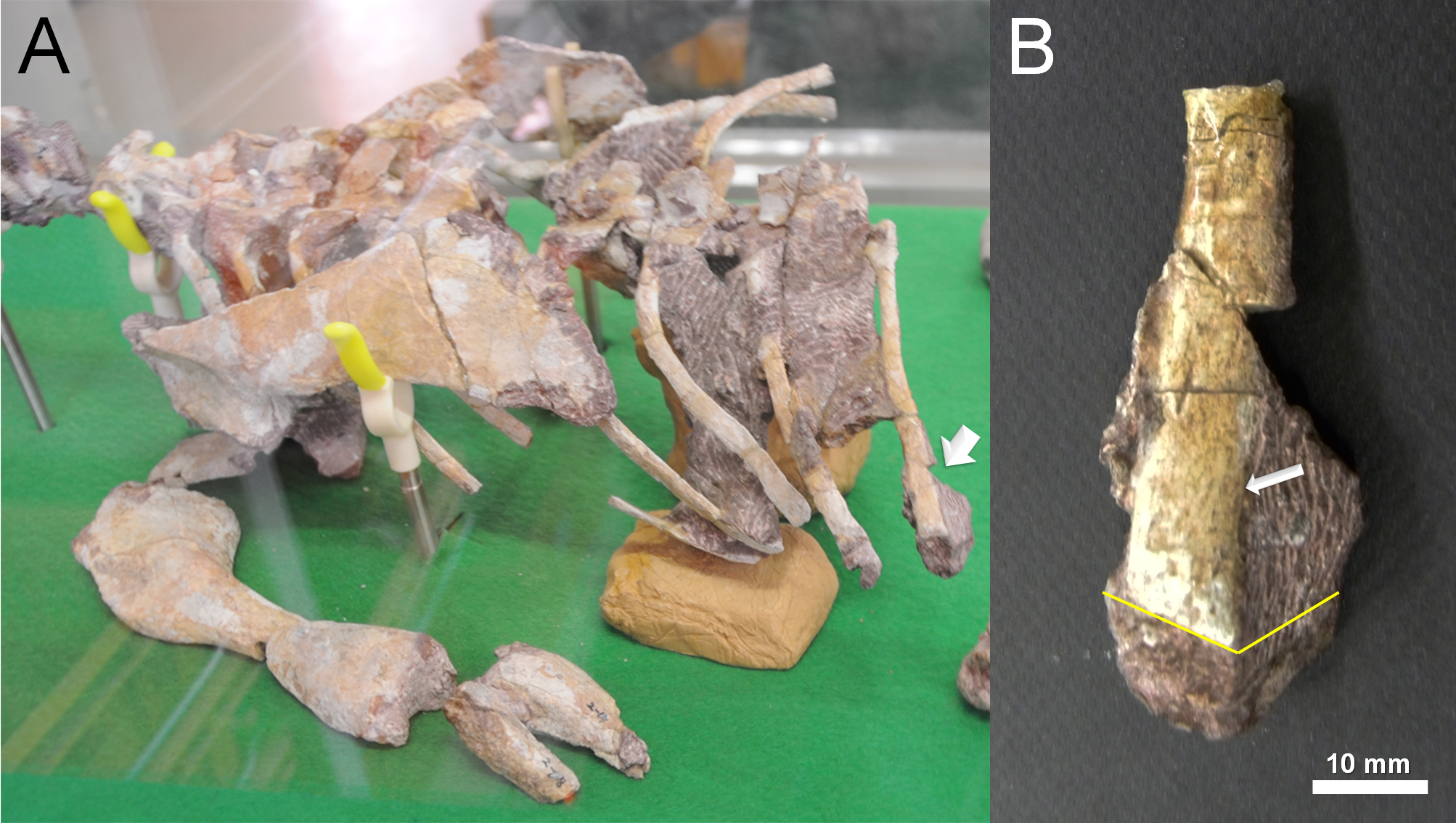
Espécimen holotipo.

Koreanosaurus boseongensis es la única especie conocida del género extinto Koreanosaurus ("lagarto de Corea") de dinosaurio ornitópodo hipsilofodóntido que vivió a finales del periodo Cretácico, hace aproximadamente entre 85 a 80 millones de años, durante el Santoniense y el Campaniense, en lo que hoy es Asia. Tres fósiles de Koreanosaurus fueron encontrados en mayo de 2003 en el conglomerado Seonso de la costa sur de la península de Corea, entre ellos el holotipo, KDRC-BB2. La especie tipo es Koreanosaurus boseongensis, debido al lugar de su descubrimiento conocido como sitio Boseong 5. La especie tipo fue nombrada y descrita en una tesis de maestría por Lee Dae-Gil en 2008, siendo considerado inválido como "nomen dissertatione", y fue validado por Min Huh, Lee Dae-Gil, Kim Jung-Kyun, Jong- Deock Lim y Godefroit Pascal en 2010.
Koreanosaurus es considerado por los autores como un miembro basal de Ornithopoda, formando un clado con los dinosaurios de Montana Zephyrosaurus schaffi, Orodromeus makelai y Oryctodromeus cubicularis, con un estilo de vida de madriguera. Han et al. encontraronque era plausible que Koreanosaurus fuera un miembro de la familia Jeholosauridae o que estuviera cercanamente relacionado con esta.